# Cercophonius granulosus
Espèce
Cercophonius granulosus est une espèce de scorpions de la famille des Bothriuridae.

## Distribution
Cette espèce est endémique d'Australie-Occidentale. Elle se rencontre dans le Sud du Gascoyne, dans l'Ouest du Mid West et le Nord du Wheatbelt.

## Description
Le mâle décrit par Acosta en 1990 mesure 22,59 mm et la femelle 27,33 mm.

## Publication originale
- Kraepelin, 1908 : Scorpiones. Die fauna Südwest-Australiens, W. Michaelsen and R. Hartmeyer eds., G. Fischer, Jena, vol. 2, no 7, p. 87-104 (texte intégral).